# Georges Grégoire Cantacuzène
 (septembre 2018).
Georges Grégoire Cantacuzène, en roumain Gheorghe Grigore Cantacuzino (Bucarest, 22 septembre 1832 – Bucarest, 22 mars 1913), prince et homme d'État roumain conservateur qui fut deux fois président du Conseil des ministres du royaume de Roumanie du 23 avril 1899 au 19 juillet 1900 puis entre le 4 janvier 1906 et le 24 mars 1907.

## Biographie
Georges Cantacuzène) était le fils du député Grégoire Cantacuzène (1800-1849) et de son épouse Luxita Kretzulescu; il était également le neveu de Constantin Cantacuzène, le Caïmacan de Valachie en 1848-1849.
Il était issu de dynastie phanariote des Cantacuzènes, descendant en septième génération de Draghici Cantacuzène (1630-1657) « Mare Paharnic » (i.e: Grand Echanson) en 1660 et « Mare Spãtar » (i.e: Chef des armées) en 1665 de Valachie qui était un des frères du prince Șerban Ier Cantacuzène.
Après une enfance bucarestoise, Georges Cantacuzène adolescent se trouve à Vienne pendant la révolution roumaine de 1848, lorsque les républicains s'en prennent à sa famille, qui doit fuir, avant de revenir dans la capitale valaque avec la répression. Ensuite, il prépare à Paris sa thèse de droit qu'il soutient le 25 août 1858 sous le titre « Théorie de la novation en droit roumain et en droit français ». De retour en Roumanie il devient Conseiller à la Cour d'Appel de Bucarest mais le 4 mai 1864 il se démet de la Magistrature pour protester contre le coup d'état du prince réformateur Alexandre Jean Cuza. 
Sous le règne du roi Charles Ier de Roumanie il est successivement député, sénateur, puis maire de Bucarest (1869-1870), ministre de la Justice (1870) et ministre des Travaux Publics et des Finances (1873-1875). Il devient un homme très riche que ses compatriotes surnomment « le Nabab » quand il devient président du Conseil des ministres en 1899. Il doit démissionner en juillet 1900 à la suite d'un scandale financier dans lequel est impliqué son lointain cousin Jean-Basile Cantacuzène.
Dans l'attente d'une occasion de revenir aux affaires qui se présentera d'ailleurs entre 1906-1907, il patronne comme mécène les premiers travaux du jeune historien Nicolae Iorga qui publie en 1901 l'« Histoire des Pays Roumain » et en 1902 la « Généalogie des Cantacuzène » et l'« Album de la Famille Cantacuzène ».  
Georges Cantacuzène fait édifier le Palais Cantacuzène de Bucarest (actuellement Maison de la Musique après avoir été la maison de Georges Enesco et le palais Cantacuzène dit « Château de Zamora » à Bușteni (Județ de Prahova) dans la haute vallée de la rivière Prahova dans le style architectural valaque du XVIIe siècle.

## Vie privée
Gheorghe Cantacuzino contracta deux unions.
- en 1855 avec Zoé Bibesco fille du prince Georges III Bibesco morte à Pau en 1859 sans enfants.
- en 1866 avec Ecaterina Baleanu avec qui il a six fils et deux filles dont Mihail (en) (1867-1928), député et ministre qui épousa Marie Cantacuzène, et Nicolas (1868-1944) officier et sénateur qui était considéré comme l'une des premières fortunes de Roumanie avant la réforme agraire.

## Sources
- Jean Michel Cantacuzène, Mille ans dans les Balkans, Éditions Christian (1992)  (ISBN 2-86496-054-0)